# Bumbăcari
Bumbăcari – wieś w Rumunii, w okręgu Braiła, w gminie Dudești. W 2011 roku liczyła 63 mieszkańców.